# Odnikud
Odnikud (v německém originále Aus dem Nichts) je německo-francouzský dramatický film z roku 2017. Režie a scénáře se ujal Fatih Akın. Snímek měl premiéru na Filmovém festivalu v Cannes, kde soutěžil o hlavní cenu Zlatou palmu. Herečka Diane Krugerová si odnesla cenu za nejlepší ženský herecký výkon v hlavní roli. Film je pojmenován podle písničky americké rockové skupiny Queens of the Stone Age, ve které je hlavním zpěvákem Josh Homme, který k filmu složil hudbu.

## Obsazení
- Diane Krugerová jako Katja Sekerci
- Denis Moschitto jako Danilo Fava
- Johannes Krisch jako Haberbeck
- Ulrich Tukur jako Jürgen Möller
- Samia Chancrin jako Birgit
- Numan Acar jako Nuri Sekerci
- Rafael Santana jako Rocco Sekerci

## Recenze
Na recenzní stránce Rotten Tomatoes získal z 39 započtených recenzí 59 procent s průměrným ratingem 5,8 bodů z deseti. Na serveru Metacritic snímek získal z 12 recenzí 60 bodů ze sta. Na Česko-Slovenské filmové databázi snímek získal z 411 hodnoceních 80%.